# HD244697
HD244697 є хімічно пекулярною зорею спектрального класу
A0 й має видиму зоряну величину в смузі V приблизно 10,2.